# 돌아오라 개구리소년
돌아오라 개구리소년은 1992년에 개봉한 대한민국의 영화이다.

## 캐스팅
- 장덕수 : 철원 역
- 변성현 : 종식 역
- 김현수 : 영규 역
- 김선우 : 찬인 역
- 이요한 : 호연 역
- 김민정 : 현주 역
- 이재은 : 순미 역
- 박지훈 : 종식 부 역
- 최희정 : 종식 모 역
- 강태기 : 철원 부 역
- 조영이 : 철원 모 역
- 정보석 : 영규 부 역
- 남정희 : 영규 모 역
- 장정국 : 찬인 부 역
- 김태정 : 찬인 모 역
- 문미봉 : 찬인 조모 역
- 신찬일 : 호연 부 역
- 이영호 : 무연 역
- 권민수 : 상원 역
- 전나영 : 오 선생 역
- 안혜리 : 박 선생 역
- 김기종 : 교장 역
- 이제니
- 최종원 : 유 사장 역
- 나갑성 : 형사 역
- 황춘수 : 순경 역
- 김동수 : 의무복무경찰 역
- 홍기영 : 사장 역
- 길달호 : 청년 역

## 같이 보기
- 개구리 소년 실종사건